# Angela Recino
Angela Recino (* 2. Mai 1966) ist eine italienische Journalistin und selbstständige PR-Beraterin mit Sitz in Sankt Augustin. 

## Leben

### Schule und Ausbildung
Angela Recino, Tochter einer deutschen Mutter und eines italienischen Vaters, wuchs im rheinischen Ottenheim, Kreis Euskirchen auf. Sie besuchte zunächst die Grundschule in Lommersum, dann das Gymnasium Marienschule in der benachbarten Kreisstadt Euskirchen, das sie 1985 mit dem Abitur abschloss. Von 1985 bis 1992 studierte sie an der Universität zu Köln Geschichte, Politische Wissenschaften und Romanistik mit dem Abschluss Magister Artium. Parallel zum Studium arbeitete Recino als freie Mitarbeiterin bei der lokalen Tagespresse, zunächst beim Kölner Stadt-Anzeiger, später für mehrere Redaktionen im Heinen-Verlag, darunter die Kölnische Rundschau, sowie vorübergehend für den Westdeutschen Rundfunk Köln. 1992 begann sie parallel zum Studium ein Tageszeitungsvolontariat und durchlief ein dreijähriges klassisches Volontariat nach den Standards des damaligen Bundes der deutschen Zeitungsverleger (BDZV) in den Ressorts Politik, Wirtschaft und Lokales der Kölnischen Rundschau.

### Journalistische Arbeit
Nach dem Abschluss des Volontariats wandte sich Recino zunächst dem Bereich Public Relations zu und arbeitete von 1994 bis 1995 als PR-Redakteurin in Bonn. Von 1995 bis 1996 war sie Redakteurin bei der Auto Zeitung Köln verantwortlich für das Ressort „Mensch & Auto“ und entschied sich danach dafür, journalistisch freiberuflich zu arbeiten. Unter anderem schrieb sie für den Kölner Stadt-Anzeiger, die Kölnische Rundschau und für news aktuell von dpa, „Aral direkt“ und das Magazin des AvD, „Motor & Reisen“. Mit praktischen Erfahrungen als Motorradfahrerin arbeitete Recino auch für das Händler-Magazin Bike und business sowie für die Autozeitschrift mot. Unter der Ägide von Karin Schickinger, der Chefredakteurin der ersten Motorradzeitschrift für Frauen in Deutschland „Weib on Bike“, arbeitete sie sowohl als Autorin, verantwortete aber auch die Öffentlichkeitsarbeit für das Magazin.
Ab 1997 erweiterte sich Recinos Wirkspektrum auf das Fernsehen. Bei Alfred Noell arbeitete sie mit an der Sendung Der 7. Sinn und produzierte als freiberufliche Journalistin sowie im Auftrag der „Cine Relation GmbH“ von 1997 bis 2000 zahlreiche TV-Beiträge für WDR, ARD, DSF und n-tv rund um die Themen Automobiles und Verkehrssicherheit, insbesondere Motorradsicherheit. Für die Folge „Mit dem Motorrad richtig ausweichen“ wurde sie 1999 mit dem Silbernen Ottocar des Internationalen Automobil-Video-Film-Festivals der IAA ausgezeichnet. 1998 wurde Recino für hervorragende publizistische Leistungen in der Kategorie „Fernsehen“ für ihre 10-teilige Serie zum Thema Motorradsicherheit auf n-tv mit dem Christophorus-Autoren-Preis ausgezeichnet.
Von 2000 bis 2002 war Recino Geschäftsführende Gesellschafterin neben Alfred Noell in der Cine Relation GmbH und verantwortlich für die Redaktion der TV-Sendereihe Servicezeit Verkehr. Neben dieser Auftragsproduktion des WDR war sie Redakteurin von Produktionen für die Robert Bosch GmbH, für Verbände und das Bundesministerium für Digitales und Verkehr in Bonn sowie Technik- und Image-Videos für die Automobil-Branche.
Parallel dazu war Recino von 1997 bis 2007 verantwortlich für die Öffentlichkeitsarbeit des Vereins „Hilfe für das verkehrsgeschädigte Kind“ (HVK) unter dem Vorsitz von Alfred Noell. Von 2005 bis 2007 war sie darüber hinaus als Sprecherin des Motorpresseclubs (MPC) e. V. Region West aktiv. Zwischen 2006 und 2010 war sie zudem Co-Jurorin der Christophorus-Stiftung im Gesamtverband der Versicherungswirtschaft (GDV) unter der Leitung von Siegfried Brockmann.
Nach der Einstellung der Sendereihe „Der 7. Sinn“ durch den WDR im Jahre 2005 arbeitete Recino intensiv an einem Internetmodell und an einem Export dieser Serie für das Ausland. Erfolgreich war die Produktion im Auftrag des Automobilherstellers Volkswagen, der 2008 als Hauptsponsor für die Olympischen Spiele in Peking auftrat. Nach dem deutschen Vorbild: „Unfall und wie man ihn vermeidet - oder die Folgen begrenzt“ ging die Serie als „Der achte Pfad“ mit relevanten Verkehrssicherheitsthemen auf den chinesischen Markt. Recino verantwortete die gesamte Formatentwicklung, von der Konzeption der Serie bis zur fertigen sendefähigen ersten Staffel.
Nach Abschluss der chinesischen Serie übernahm Recino die Redaktionsverantwortung für ein 10-köpfiges Team und das Key-Account-Management unter anderem für die TÜV Rheinland Group, die Provinzialversicherung und andere.
2011 gründete sie die Kommunikations- und PR-Agentur „Angela Recino Bewegte Kommunikation“ mit Sitz in Sankt Augustin und berät national und international tätige Unternehmen in Fragen von Pressearbeit und Public Relations.
Seit 2021 ist sie Mitglied im Netzwerk „W.I.N“ (Women in Network) für Frauen in Business und Karriere.
Ehrenamtlich betreut sie die Pressearbeit der Chorgemeinschaft Germania Siegburg, die 2022 ihr 130-jähriges Jubiläum feierte, und ist auch deren stellvertretende Vorsitzende.

## Veröffentlichungen
als Autorin
- Von unsichtbar zu unschlagbar – PR für Female Leaders. Angela Recino Verlag, 2024, ISBN 978-3-98264-769-2.

als Herausgeberin
- Alfred Noell: Geliebtes Blech – Herzblutgeschichten rund um Oldtimer. Heider, Bergisch Gladbach 2013, ISBN 978-3-87314-479-8.

## Journalistische Auszeichnungen
- 1998: „Christophorus-Autoren-Preis“, Berlin, für eine 10-teilige TV-Motorrad-Sicherheitsserie auf n-tv. Für n-tv handelte es sich seinerzeit um die erste TV-Auszeichnung.[1]
- 1999: Fernsehpreis „Silberner Ottocar“ auf dem IAA-Festival „Autovision“ für eine Folge des „7. Sinn“ (ARD)[1]